# Tytthus pubescens
Tytthus pubescens is een wants uit de familie van de blindwantsen (Miridae). De soort werd het eerst wetenschappelijk beschreven door Harry H. Knight in 1931.

## Uiterlijk
De blindwants komt zowel in langvleugelige als kortvleugelige variant voor. De kortvleugelige (brachypteer) variant kan 2,5 tot 3 mm lang worden en de langvleugelige (macropteer) kan 3 tot 3,5 mm bereiken. De soort heeft een donkerbruine tot zwarte kop met bij de bolle ogen een licht vlekje. Het halsschild en het scutellum zijn donkerbruin; het halsschild is bij de achterhoek soms lichter. De voorvleugels zijn enigszins geel doorzichtig. Het gedeelte van de voorvleugels dat normaliter bij andere wantsen ook doorzichtig is heeft gele aders. Van de gele pootjes hebben de schenen zwarte stekeltjes. De antennes zijn zwart of zeer donker, het eerste segment is bruin.

## Leefwijze
De soort legt eitjes aan het eind van het seizoen die na de winter uitkomen en de wants kent één generatie in het jaar. De volwassen wantsen kunnen van juni tot september waargenomen worden in moerassen en vochtige graslanden. Ze leven van kleine insecten, voornamelijk de eitjes en larven van spoorcicaden (Delphacidae).

## Leefgebied
In Nederland is de soort zeer zeldzaam. De verspreiding is Holarctisch van Noord- en Midden-Europa tot Noord-Amerika.